# Flogging a Dead Horse
Flogging a Dead Horse (с англ. — «Гарцуя на дохлом коне») — альбом-компиляция британской панк-группы Sex Pistols, на котором собраны синглы группы 1976—1979 гг., включая некоторые обратные стороны, вышедший в 1980 году. Диск занял 23-е место в британском хит-параде.

## Об альбоме
Из 14 композиций альбома 5 являются кавер-версиями: «No Fun» The Stooges (эту песню можно было найти только на этом альбоме), «My Way» Фрэнка Синатры, «Somethin’ Else» и «C’mon Everybody» Эдди Кокрана, «(I’m Not Your) Steppin’ Stone» The Monkees. Первая половина пластинки записана с участием Джонни Роттена, вторая — уже после распада группы в 1978 году для фильма «Великое рок-н-ролльное надувательство».
Сборник закрывает собой первую фазу дискографии Sex Pistols, которую так или иначе координировал их менеджер Малкольм Макларен. Следующий официальный альбом — тоже сборник — выйдет лишь в 1992 году (Kiss This); в промежутке рынок будет наводнён бутлегами и полуофициальными пластинками студийных и концертных записей группы.

## Список композиций
1. «Anarchy in the U.K.» — 3:33
2. «I Wanna Be Me» — 3:06
3. «God Save the Queen» — 3:21
4. «Did You No Wrong» — 3:14
5. «Pretty Vacant» — 3:18
6. «No Fun» — 6:26
7. «Holidays in the Sun» — 3:21
8. «No One Is Innocent[англ.]» — 3:03
9. «My Way» — 4:05
10. «Somethin’ Else[англ.]» — 2:12
11. «Silly Thing» — 2:53
12. «C’mon Everybody» — 1:57
13. «(I’m Not Your) Steppin’ Stone[англ.]» — 3:09
14. «The Great Rock’n’Roll Swindle» — 4:24

Форматы: грампластинка, компакт-диск

## Позиции в хит-парадах и сертификации
| Год  | Хит-парад                        | Высшая позиция | Пребывание в чарте |
| ---- | -------------------------------- | -------------- | ------------------ |
| 1980 | Великобритания (UK Albums Chart) | 23             | 6 недель           |
| 1980 | Новая Зеландия (RMNZ)            | 49             | 1 неделя           |

| Регион                                                      | Сертификация | Продажи |
| ----------------------------------------------------------- | ------------ | ------- |
| Великобритания (BPI)                                        | Серебряный   | 60 000^ |
| ^ Данные о тиражах приведены только на основе сертификации. |              |         |